# Those Who Do Not Remember the Past Are Condemned to Repeat It
Those Who Do Not Remember the Past Are Condemned to Repeat It – album studyjny Toroidh, wydany w 2001 roku przez wytwórnię 205 Recordings.

## Lista utworów
1. "Never Again 1" – 5:37
2. "Never Again 2" – 13:20
3. "Never Again 3" – 7:27
4. "Never Again 4" – 9:40
5. "Never Again 5" – 4:50
6. "Never Again 6" – 4:22
7. "Never Again 7" – 2:11
8. "Never Again 8" – 2:55
9. "Never Again 9" – 9:53